# Великан в славянской народной культуре
Велика́н в славянской народной культуре, в том числе в славянской мифологии и фольклоре — мифоэпический персонаж, антропоморфное существо, отличающееся от человека большим ростом и силой. Часто связан с рельефом определённой местности. Славянские предания о великанах имеют связь со сменой мифологического времени на историческое. Великаны могут рассматриваться как первые люди, первопредки, участвовавшие в устройстве мироздания. Общеславянским сюжетом является гибель великанов, в том числе истребление их Богом или превращение в обычных людей за гордыню и вредоносность. Имеются славянские предания о великанах, которые являются аборигенами края или воинственными иноземцами. В славянских народных легендах могут отождествляться с «чужими» народами и воинственными противниками, такими как татары, турки, шведы.
В славянских мифологических источниках зафиксировано относительно мало преданий о подвигах великанов, что связывается с отсутствием в ландшафте гор или древних исполинских построек.

## Терминология
Славянские названия великанов восходят к этнонимам древних народов: др.-рус. объринъ, ст.-пол. olbrzym, луж. hobor, чеш. obr от этнонима авары; др.-рус. исполъ, ст.-болг. сполинъ от этнонима спалы, ср. рус. исполин, кашуб. stolym; названиям иноземцев или иноверцев: в.-болг. жидове, ю.-болг. латини, макед. елими, серб. цидове; либо представляют собой характеристику по огромным размерам: рус. великан, волот, укр. велитень, пол. wielkolud.

## Образ и мотивы
Описывается как антропоморфное существо, превосходящее людей ростом и силой — бел.: реки по колено; укр.: лес, как трава; пол.: головы, как копны сена; о.-слав.: передают друг другу предметы через горы, реки; могут взять на ладонь пахаря с упряжкой; пол.: бросают камни размером с жернов; бел., пол.: вырывают деревья с корнем; кашуб.: поддерживают свою силу, питаясь конским мясом и моло).  Великаны росли из земли подобно грибам. Они не испытывали страха перед громом, а во время грозы били себя камнем по голове — болг.:  «Камена ми главица! Какво ще ми сториш?» («Каменная моя голова! Что ты для меня сделаешь?»).
Великаны принимали участие в создании рельефа местности. Ими насыпались горы (бел., луж.), курганы (рус., укр.), создавались речные запруды (мазов., чеш.), озера и реки, которые могли рассматриваться как следы земледельческой деятельности великанов (бел.). Отголосками космогонического мотива считаются легенды о великанах, которые срывают тучи с неба и бросают их на поля (кашуб.), о трёх девушках-великаншах, которые поддерживают землю (Великопольша).
Великаны могут заниматься разрушительной деятельностью, поскольку их деятельности в целом часто присущ стихийный, бессознательный характер — бел.: с помощью дуновения разрушили дома, затопили церковь с людьми. Западнославянские предания о преобразовании ландшафта демонстрируют вэаимозаменимость великанов и чёрта, дьявола. Чехами čertovy stavby, завалы, запруды, приписываются обрам; в традициях кашубов отмели и засыпанные озёра объясняются действиями столыма или дьявола.  Кашубские легенды рассказывают о великанах, выступающих людоедами и злыми духами. Впрочем, большинство преданий не говорят о злобном характере великанов.
Севернорусские предания о построении Соловецкой крепости описывают великана как культурного героя. Общеславянским является мотив, в котором великаны бросаются разными орудиями — камнями, стрелами, палицами, топорами и др. Мотив перебрасывания топора является характерным в Поморье, Малопольше, Западной Украине, Белоруссии, Смоленской области.
Предания о великанах могут быть связаны с представлением о смене мифологического времени историческим, что является трансформацией ветхозаветного сюжета о допотопных великанах. Общеславянскими являются легенды, повествующие о смене поколений великанов, людей, карликов. В Подлясье, Малопольша считалось, что над миром великанов господствует Бог-Отец, над человеческим миром — Бог-Сын, над миром карликов — Дух Святой.
Великаны и люди находятся в оппозиции свой — чужой: др.-рус. щудъ, чюдъ «великан». Так, великанов часто описывают как язычников (з.-укр.: жили до крещения Руси), из-за чего им приписывают отталкивающие характеристики. В юго-восточной Болгарии это елими, имеющие три головы или пёсью голову, людоеды (ср. болг. диалектное еленин «безбожник», родоп. елеâне «язычники, эллины»). Великаны связываются с неславянским языком — хорошо владеют латынью (новосонд.). В легендах Русского Севера распространён мотив великанов-основателей деревень, в которых живут обычные люди, при этом великаны не считаются предками-родоначальниками. Вплоть до XIX века в часовне в деревне Сидорок Рославльского уезда Смоленской губернии хранилось огромное топорище, по преданию от сякеры великана, основавшего деревню.
Гибель великанов является общеславянским сюжетом, детали которого могут различаться. За гордыню и вредоносность истребить великанов мог Бог, либо он карает их безумием, либо превращает в обычных людей. Причиной может называться то, что великаны швыряют в небо камни, губят всё живое, стремятся мериться силой с Богом (бел.). Они могли погибнуть во время потопа — укр., кашуб.; кашуб.: в ходе борьбы со змеями smokami, потому что были неприспособленны жить на земле, например, были медлительными, ленивыми, упав, не могли подняться — болг.; краков., познан.: не  могли прокормиться; волын.: съедены гигантской птицей Кук. Человеку удаётся победить великана умом — кашуб, при помощи заговора или молитвы — познан. Мотив гибели великанов связан с повествованиями о погребальных памятниках — рус. диалектное волотка «курган, могила исполинского богатыря», серб. джидовско гробље, болг., елински гробища «древние могильники» — и ископаемых останках, хранившихся в храмах, ратушах — укр., пол. и служивших объектами культового почитания, применявшихся в качестве оберега в хозяйстве и средства от лихорадки в Подлясье.
В ряде преданий великаны рассматриваются как аборигены края или воинственные иноземцы — рус. чудь, мамаи, иногда паны. У кашубов великаны отождествлялись с гуннами: «Были сильные люди, назывались гины, но это были великаны» и крестоносцами — křėzak, ricėř «легендарный великан». В традиции фракийских болгар латини-исполини отождествлялись с крестоносцами. У словаков турки и татары наделяются обликом великанов и чертами людоедов-песьеглавцев. Украинцами как великаны описывались шведы. Эти отождествления с образами, предположительно, восходят к эпохе завоевательных войн XIII—XVII веков.

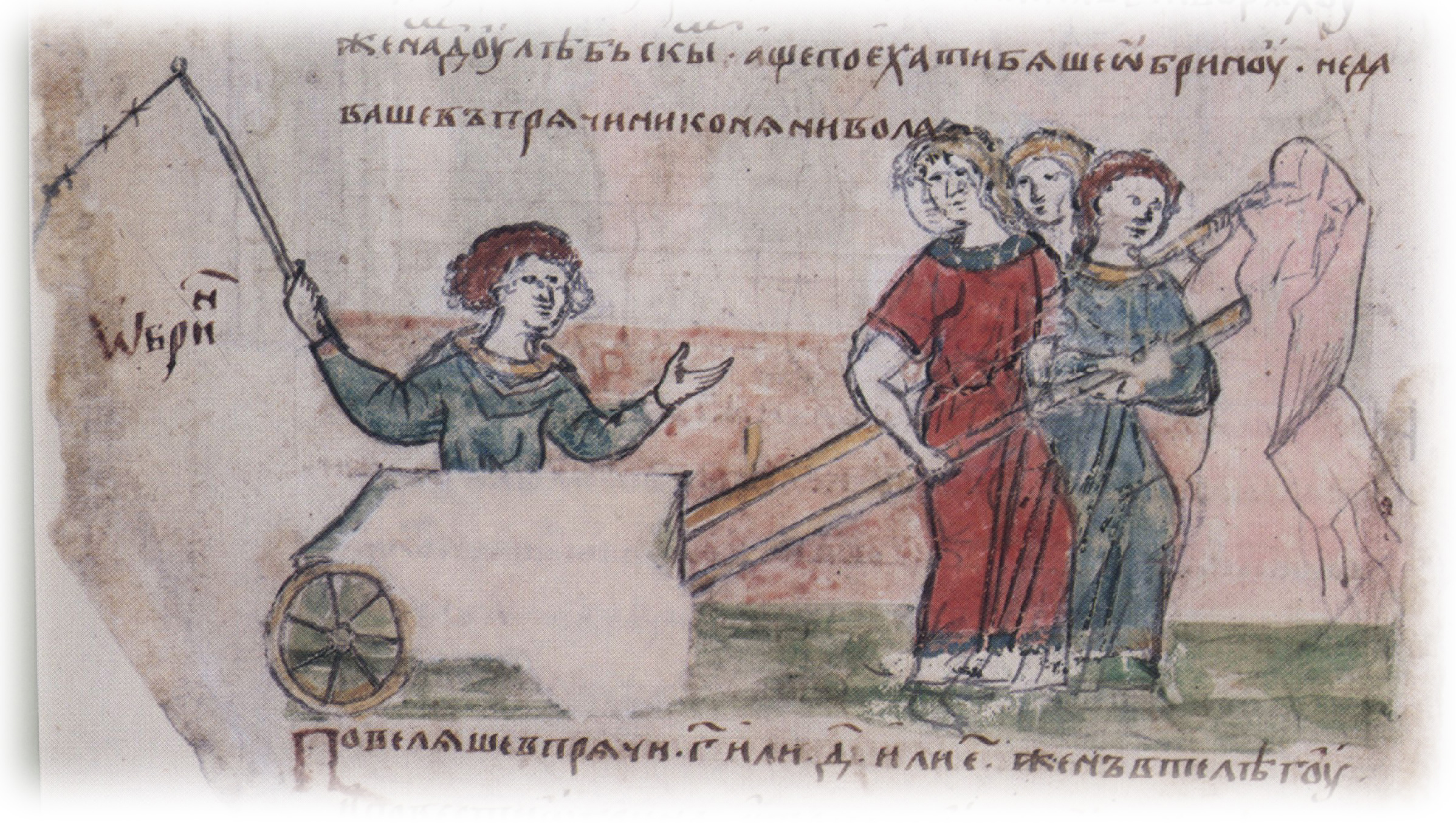
Обрин (авар) в повозке, запряжённой дулебскими женщинами. Миниатюра из Радзивилловской летописи, конец XV века

В недатированной части «Повести временных лет» об обрах (аварах) сказано:

Были в те времена и обры, воевали они с цесарем Ираклием и чуть было его не захватили. Эти обры воевали и против славян и притесняли дулебов — также славян, и творили насилие женщинам дулебским: бывало когда поедет обрин, то не позволял запрячь коня или вола, но приказывал впрячь в телегу трех, или четырех или пять женщин и везти обрина, и так мучили дулебов. Были же эти обры велики телом, а умом горды, и Бог истребил их, вымерли все, и не осталось ни одного обрина. И есть поговорка на Руси и доныне: «Погибли как обры», — их же не осталось ни рода, ни потомства.
Оригинальный текст (церк.-сл.)В си же времена быша и обре, иже воеваша на цесаря Ираклия и мало его не яша. Си же обри воеваша на словѣны и примучиша дулѣбы, сущая словѣны, и насилье творяху женамъ дулѣбьскымъ: аще поѣхати бяше обрину, не дадяше въпрячи коня, ни волу, но веляше въпрячи 3, или 4, ли 5 женъ в телѣгу и повести обрина, и тако мучаху дулѣбы. Бяху бо обри тѣломъ велицѣ, а умомъ горди, и потреби я Богъ, и помроша вси, и не оста ни единъ обринъ. И есть притча в Руси и до сего дни: погибоша аки обри, ихъ же нѣсть ни племене, ни наслѣдка.

## Эпос и сказки

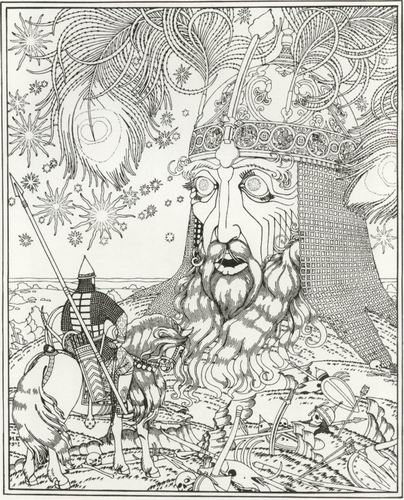
Руслан и голова. Иллюстрация Ивана Билибина к поэме «Руслан и Людмила», 1917

В русском былинном эпосе, в сюжетах, в которых богатырь не представлен как великан или изображён в качестве великана рядом с человеком и обычного человека рядом с великаном, как в «Илья и идолище», в гибели богатырей воспроизведён мифологический сюжет гибели великанов. Аналогично нарты встречались с великаном, который превосходил их размерами. Русский эпос содержит также мотив великана-предка, которым выступает Святогор, обладающий некоторыми общими признаками с Ильёй Муромцем.
Наиболее известным великаном в русских сказках является Святогор. Во многих русских сюжетах великанов заменила нечистая сила или дьявол. Великанов, выступавших аналогами природных сил в европейском фольклоре, в русском фольклоре заменили такие персонажи как, например, Тугарин Змеевич или Жидовин.
В сказках Поморья и Белоруссии закрепился образ великана-змееборца.

## Асилки
Асилки (осилки, велеты) — персонажи восточнославянской мифологии, великаны-богатыри, жившие в древние времена и уничтоженные Богом за непомерную гордыню. Название предположительно имеет связь с индоевропейским корнем *ak-, «камень, каменное небо». В белорусских преданиях асилки корчуют деревья, откидывают или разбивают камни своим гигантским оружием. По некоторым другим мифам, асилки создавали реки, воздвигали утёсы и т. д. Иногда за каменной стеной, разбитой ими, обнаруживали похищенных змеем людей. В рамках теории основного мифа фольклорные мотивы, связанные с асилками, такие как подбрасывание в небо булавы, что создаёт гром, победа над змеем и др., считаются вариантами мифа о борьбе громовержца с его противником, змеем.